# Hans Jellouschek

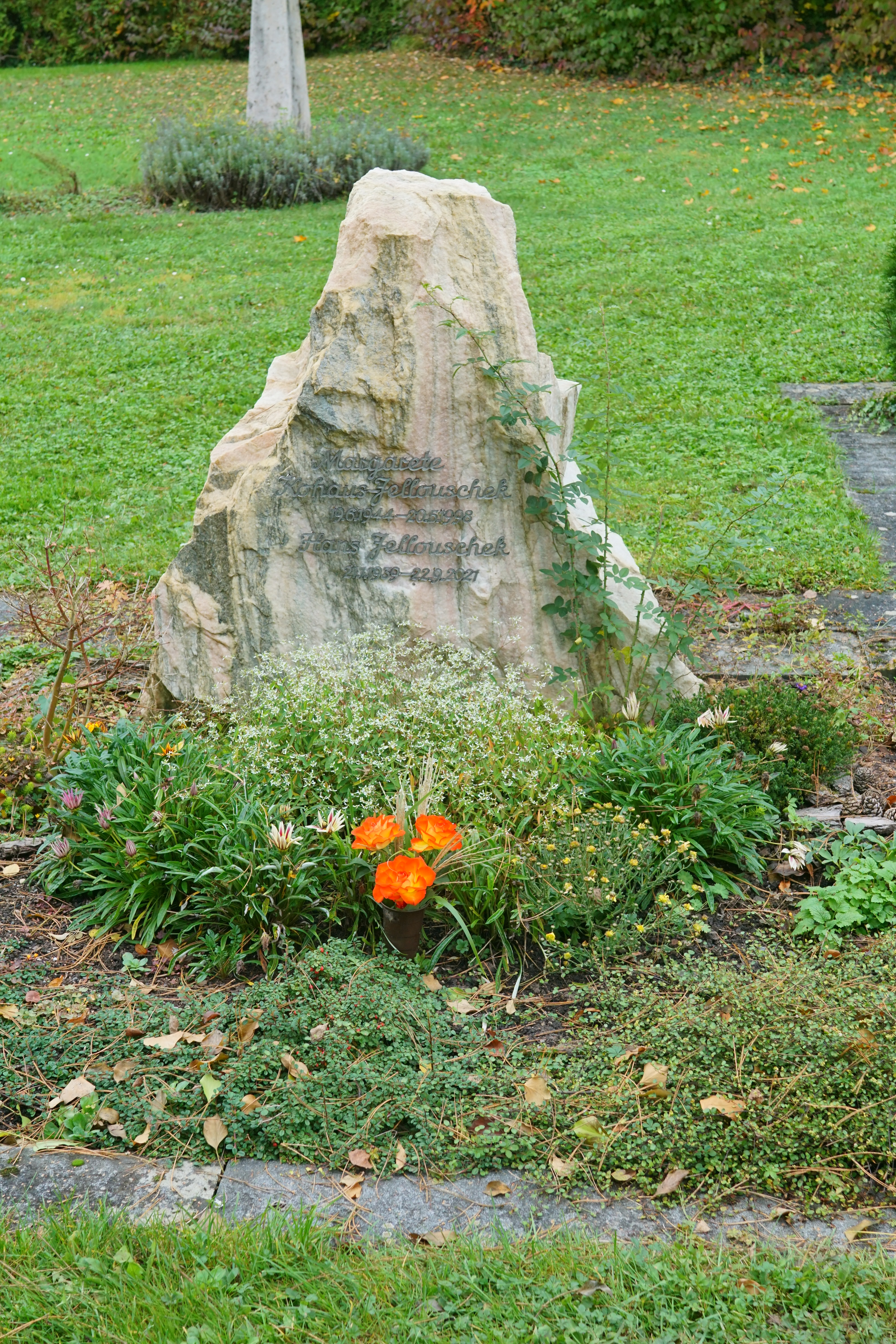
Grabstein auf dem Friedhof in Entringen

Hans Jellouschek (* 21. Januar 1939 in Linz; † 22. September 2021 in Ammerbuch-Entringen) war ein deutsch-österreichischer Theologe, Psychotherapeut und Autor.

## Leben
Nach der Matura 1957 am Humanistischen Gymnasium Linz-Spittelwiese trat Jellouschek in den Jesuitenorden ein und studierte Philosophie und katholische Theologie. 1968 trat er aus dem Jesuitenorden aus. Mit der Untersuchung Der historische Jesus in der Theologie Wolfhart Pannenbergs wurde er 1969 bei Engelbert Gutwenger zum Dr. theol. promoviert. Ab 1971 wohnte er in Baden-Württemberg, wenige Jahre später in Entringen, wo er den Rest seines Lebens verbrachte. Er arbeitete als Paar- und Lehrtherapeut für Transaktionsanalyse in Tübingen. Eine erste Ehe endete durch Scheidung. Seine zweite Ehefrau, die Psychotherapeutin Margarete Kohaus-Jellouschek, starb 1998 an Krebs. Anschließend war er in dritter Ehe verheiratet. Jellouschek war Vater von zwei Töchtern aus erster Ehe. Er schrieb mehrere Bücher über die Kunst, als Paar zu leben.

## Veröffentlichungen (Auswahl)
- Trennungsschmerz und Neubeginn, Freiburg : Herder 2017
- Der Schlüssel zur Treue, Freiburg : Herder 2016
- Paare und Krebs, Munderfing : Fischer & Gann 2016
- Was heilt uns?, Freiburg : Herder 2015
- Familie werden – Paar bleiben, Bern : Huber 2014
- Ich liebe dich mein Leben lang, Freiburg : Kreuz 2014
- Im Irrgarten der Liebe, Freiburg : Herder 2014
- Paartherapie, Freiburg : Kreuz 2014
- Pozornost v partnerstvu, Celovec : Mohorjeva 2014
- Bis zuletzt die Liebe. Als Paar von einer schweren Krankheit herausgefordert, Freiburg : Herder 2002
- Beziehung und Bezauberung. Wie Paare sich verlieren und wiederfinden, gespiegelt in Märchen und Mythen, Stuttgart : Kreuz 2000
- Wie Partnerschaft gelingt – Spielregeln der Liebe. Beziehungskrisen sind Entwicklungschancen, Freiburg : Herder 1998
- Mit dem Beruf verheiratet. Von Kunst, ein erfolgreicher Mann, Familienvater und Liebhaber zu sein, Stuttgart : Kreuz 1996
- Vom Fischer und seiner Frau. Wie man besser mit den Wünschen seiner Frau umgeht, Zürich : Kreuz 1996 („Weisheit im Märchen“)
- Warum hast du mir das angetan? Untreue als Chance, München : Piper 1995
- Die Kunst, als Paar zu leben, Stuttgart : Kreuz 1992
- Die Froschprinzessin. Wie ein Mann zur Liebe findet, Zürich : Kreuz 1989 („Weisheit im Märchen“)
- Semele, Zeus und Hera. Die Rolle der Geliebten in der Dreiecksbeziehung, Zürich : Kreuz 1987 („Zauber der Mythen“; seit der 4. Auflage von 1999 außerhalb dieser Reihe als Die Rolle der Geliebten in der Dreiecksbeziehung)
- Der Froschkönig. Ich liebe dich, weil ich dich brauche, Zürich : Kreuz 1985 („Weisheit im Märchen“)